# Sudislavskij rajon
Il Sudislavskij rajon (in russo Судиславский район?) è un rajon dell'Oblast' di Kostroma, nella Russia europea; il capoluogo è Sudislavl'. Ricopre una superficie di 1.530 chilometri quadrati e nel 2010 ospitava una popolazione di circa 14.000 abitanti.